# Temelucha picta
Temelucha picta là một loài tò vò trong họ Ichneumonidae.